# 祖恩航空
祖恩航空是一家以加拿大為基地的廉價航空公司，而另一家姊妹祖恩航空有限公司則以倫敦為基地，兩家均營運國內及國際航線。

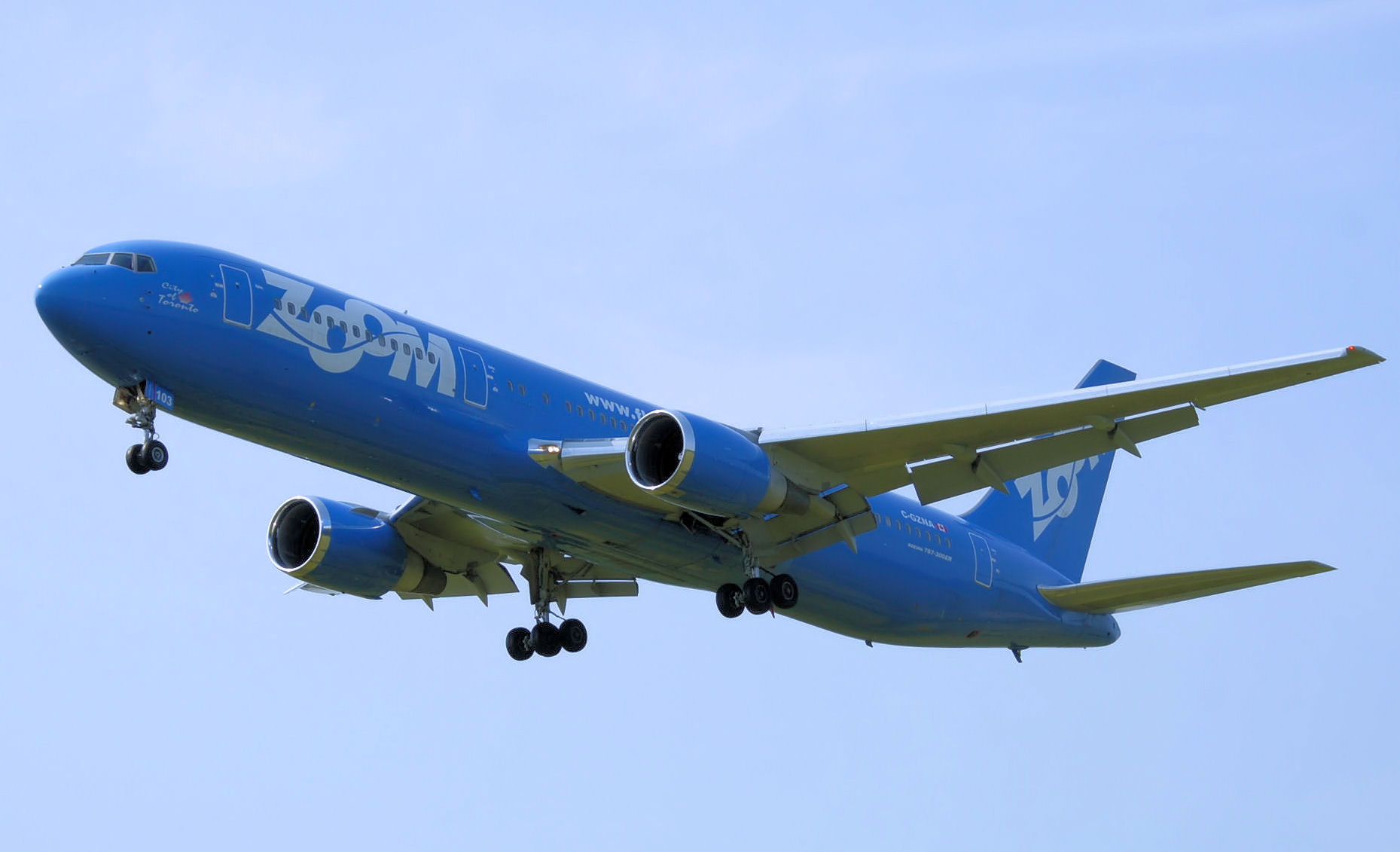
祖恩航空的波音767-300ER在多倫多國際機場

## 歷史
祖恩航空成立於2002年，於2006年與飛躍全球航空進行代號共享，一起營運往曼徹斯特、多倫多、貝爾法斯特、加的夫、格拉斯哥及倫敦的航線。在2007年，開通了倫敦至百慕達的航線，打破了英國航空40多年的壟斷。祖恩航空于2008年8月28日停止所有航班，并宣布破产。

## 機隊
截止2008年7月，祖恩航空共有5架飛機。平均機齡為15.9年。祖恩航空(英國)共有2架飛機。平均機齡為10.5年。

## 外部連結
- 祖恩航空 （页面存档备份，存于）